# مسجد أبو المحسن
مسجد أبو المحسن (بالفارسية: مسجد ابوالمحسن) هو مسجد تاريخي يعود إلى عصر القاجاريون، ويقع في أصفهان.